# Initiative populaire « contre la limitation du droit de vote lors de la conclusion de traités avec l'étranger »
L'initiative populaire « Contre la limitation du droit de vote lors de la conclusion de traités avec l'étranger  » est une initiative populaire fédérale suisse, rejetée par le peuple et les cantons le 13 mars 1977.

## Contenu
L'initiative demande modifier l'article 89 de la Constitution fédérale afin de soumettre au référendum facultatif tous les traités internationaux « conclus pour une durée déterminée ou indéterminée ».
Le texte complet de l'initiative peut être consulté sur le site de la Chancellerie fédérale.

## Déroulement

### Contexte historique
Alors que, dans l'histoire du pays, les traités internationaux sont régulièrement soumis à votation par les autorités cantonales, cette possibilité est absente de la Constitution de 1848 ainsi que de la révision de 1874. Au début du XXe siècle, la pertinence d'un référendum sur les accords commerciaux puis sur les traités internationaux est abordée, en particulier lors de la signature de la convention du Gothard avec l'Allemagne et l'Italie en 1909. À la suite de cette affaire, une initiative populaire est lancée pour soumettre au référendum facultatif tous les traités internationaux conclus pour une durée indéterminée ou pour plus de quinze ans ; cette disposition est approuvée en votation populaire le 11 juin 1913.
Entre 1913 et 1973, seuls deux traités ont été soumis au référendum : le 18 février 1923, le peuple refuse un accord avec la France sur les zones franches et, le 7 décembre 1958, il accepte un accord avec l'Italie concernant l'utilisation de la force hydraulique du Spöl.
Dès les années 1960, plusieurs voix s'élèvent pour demander une révision de cet article, en particulier motivées par l'incohérence par laquelle certains traités de peu d'importance pouvaient être attaqués par référendum (comme les révisions de frontière par exemple), alors que d'autres traités, bien plus fondamentaux, ne tombaient pas sous le coup de cet article (par exemple l'adhésion de la Suisse à l'Association européenne de libre-échange). Un groupe de travail nommé par le gouvernement sur ce sujet publie en septembre 1973 son rapport dans lequel il propose trois solutions sans en recommander clairement une : l'exclusion de tout référendum facultatif, le choix d'un critère concert permettant de déterminer si un traité est « de grande importance » et donc soumis au référendum, ou le choix donné à l'Assemblée fédérale de décider quels traités peuvent être soumis ou non.
Dans le même temps où plusieurs députés fédéraux présentent différentes motions ou postulats sur le sujet, l'Action nationale lance cette initiative pour introduire un référendum facultatif sur tous les traités avec même effet rétroactif.

### Récolte des signatures et dépôt de l'initiative
La récolte des 50 000 signatures nécessaires a débuté le 27 mars 1971. Le 20 mars 1973, l'initiative a été déposée à la chancellerie fédérale qui l'a déclarée valide le 6 avril.

### Discussions et recommandations des autorités
Après que le Conseil des États ait voulu déclarer l'initiative nulle, le parlement et le Conseil fédéral recommandent tous deux le rejet de cette initiative. Dans son message adressé à l'assemblée, le Conseil fédéral reconnait la nécessité de changer cet article de loi ; il rejette cependant la modification proposée par l'initiative qui « porterait une atteinte excessive à la conduite de notre politique étrangère et nuirait forcément au crédit de la Suisse à l'étranger ».
En revanche, le gouvernement propose, comme contre-projet direct, une modification de l'article 89 en incluant dans le référendum facultatif les « traités internationaux d'une durée indéterminée et non dénonçables [sic] ou qui sont soumis à l'adoption ou au rejet du peuple par une décision prise à la majorité de tous les membres de chacun des deux conseils » et en instaurant un référendum obligatoire pour les traités visant à l'adhésion à des organisations de sécurité collective ou à des organisations supranationales.

### Votation
Soumise à la votation le 13 mars 1977, l'initiative est refusée par la totalité des 19 6/2 cantons et 72,2 % des suffrages exprimés. Le tableau ci-dessous détaille les résultats par cantons :
Le contre-projet du gouvernement est, quant à lui, approuvé par la totalité des 19 6/2 cantons et 61 % des suffrages exprimés. Le tableau ci-dessous détaille les résultats par cantons pour ce contre-projet :